# شهرستان کمبل (ویرجینیا)
شهرستان کمبل، ویرجینیا (به انگلیسی: Campbell County, Virginia) یک سکونتگاه مسکونی در ایالات متحده آمریکا است که در ویرجینیا واقع شده‌است.

## خصوصیات
شهرستان کمبل ۱٬۳۱۳٫۱۳ کیلومترمربع مساحت دارد.